# Тімро (комуна)
Комуна Тімро (швед. Timrå kommun) — адміністративно-територіальна одиниця місцевого самоврядування, що розташована в лені Вестерноррланд у північній Швеції на узбережжі Ботнічної затоки.
Тімро 137-а за величиною території комуна Швеції. Адміністративний центр комуни — місто Тімро.

## Населення
Населення становить 17 991 чоловік (станом на вересень 2012 року). 
| Кількість населення комуни Тімро за 1810-2010 роки | Кількість населення комуни Тімро за 1810-2010 роки | Кількість населення комуни Тімро за 1810-2010 роки | Кількість населення комуни Тімро за 1810-2010 роки | Кількість населення комуни Тімро за 1810-2010 роки |
| -------------------------------------------------- | -------------------------------------------------- | -------------------------------------------------- | -------------------------------------------------- | -------------------------------------------------- |
| Рік                                                |                                                    |                                                    | Населення                                          |                                                    |
| 1810                                               | 1810                                               |                                                    | 3 442                                              | 3 442                                              |
| 1850                                               | 1850                                               |                                                    | 5 563                                              | 5 563                                              |
| 1900                                               | 1900                                               |                                                    | 13 464                                             | 13 464                                             |
| 1950                                               | 1950                                               |                                                    | 15 283                                             | 15 283                                             |
| 1970                                               | 1970                                               |                                                    | 17 811                                             | 17 811                                             |
| 1980                                               | 1980                                               |                                                    | 18 872                                             | 18 872                                             |
| 1990                                               | 1990                                               |                                                    | 18 540                                             | 18 540                                             |
| 2000                                               | 2000                                               |                                                    | 17 988                                             | 17 988                                             |
| 2010                                               | 2010                                               |                                                    | 17 990                                             | 17 990                                             |
| Джерело: SCB                                       |                                                    |                                                    |                                                    |                                                    |

## Населені пункти
Комуні підпорядковано 4 міських поселень (tätort) та сільські, більші з яких:
- Тімро (Timrå)
- Серокер (Söråker)
- Бергефорсен (Bergeforsen)
- Ставревікен (Stavreviken)
- Юсторп (Ljustorp)

## Галерея

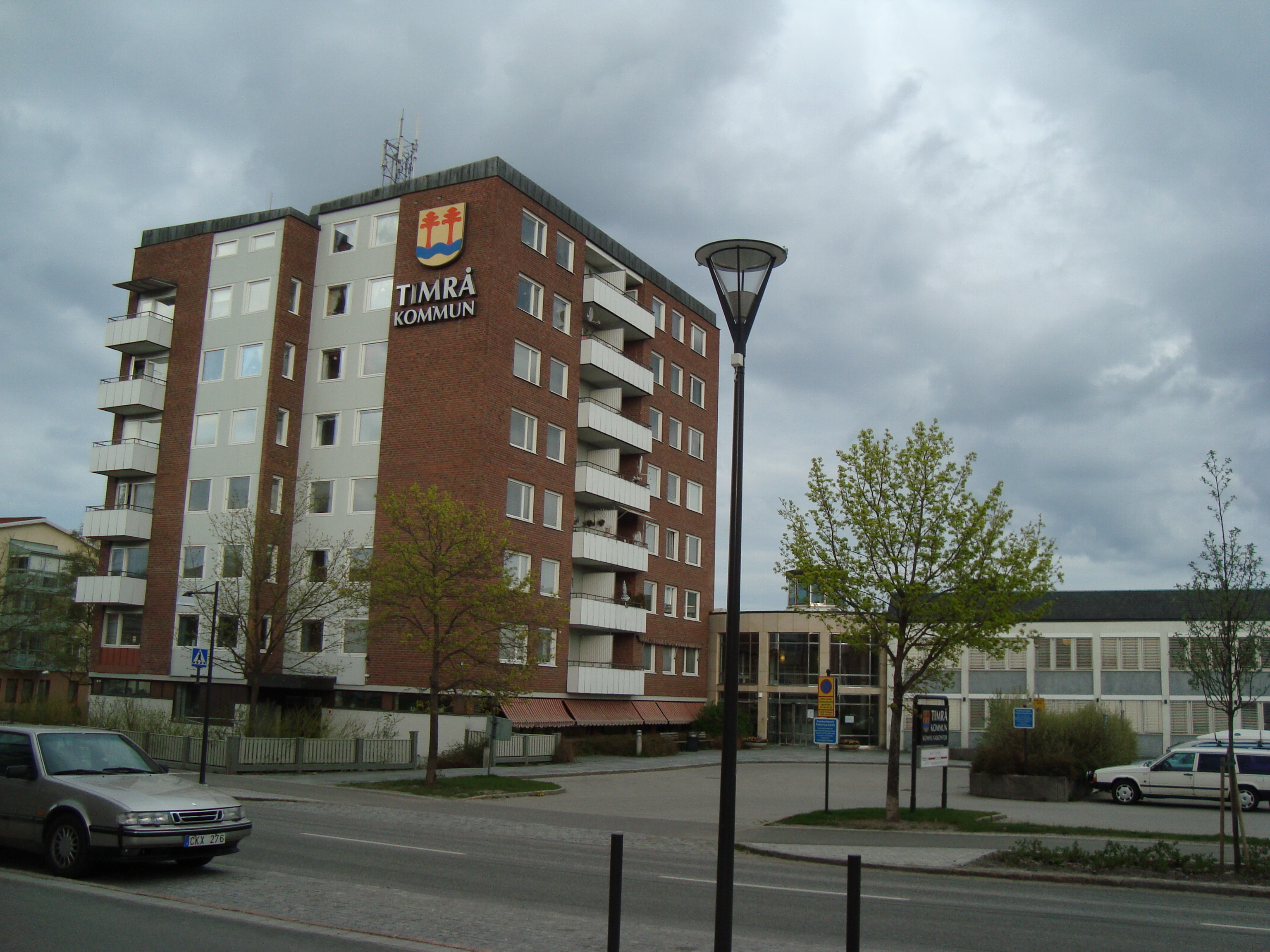
Управа комуни (Тімро)
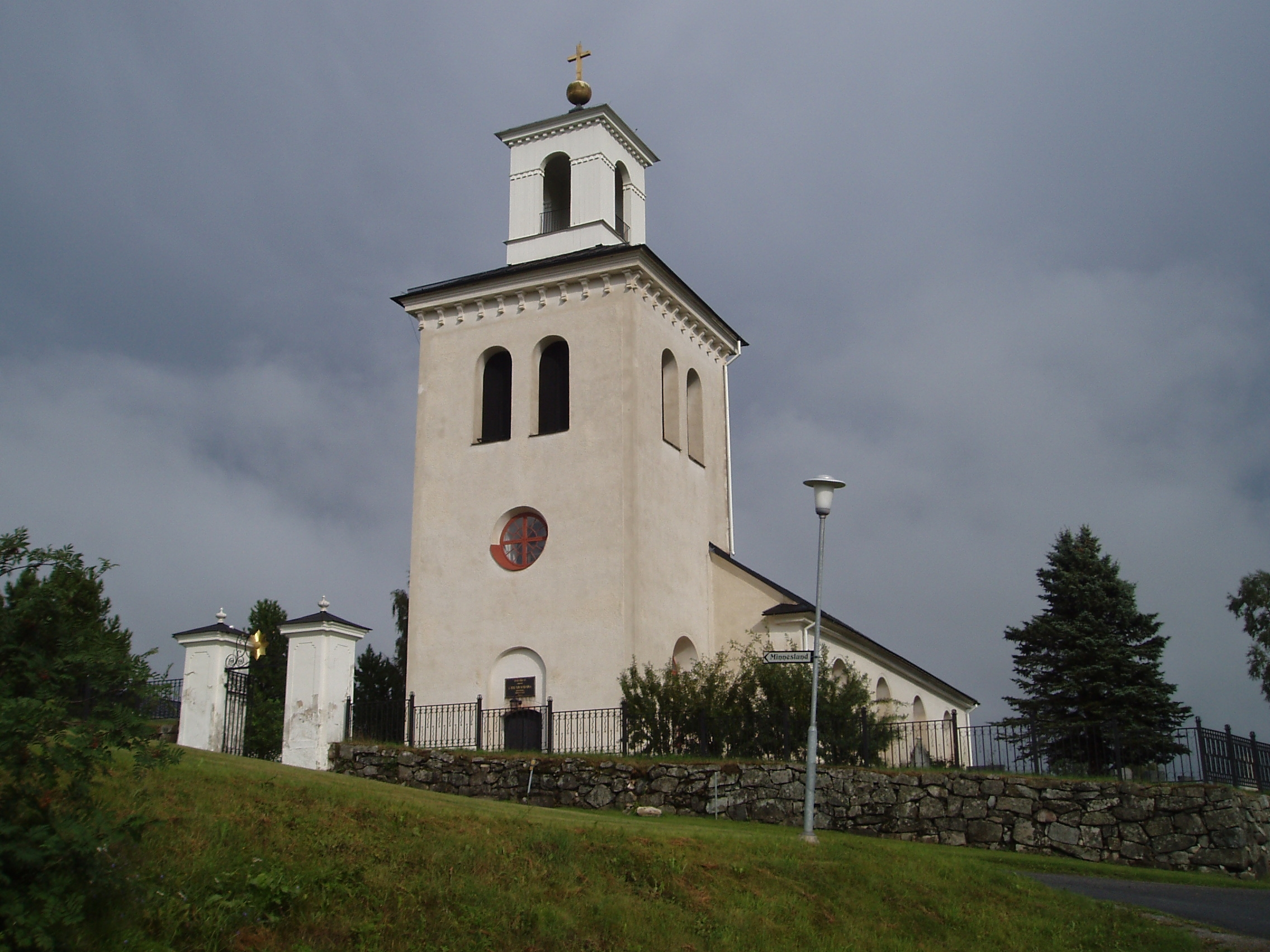
Церква (Юсторп)
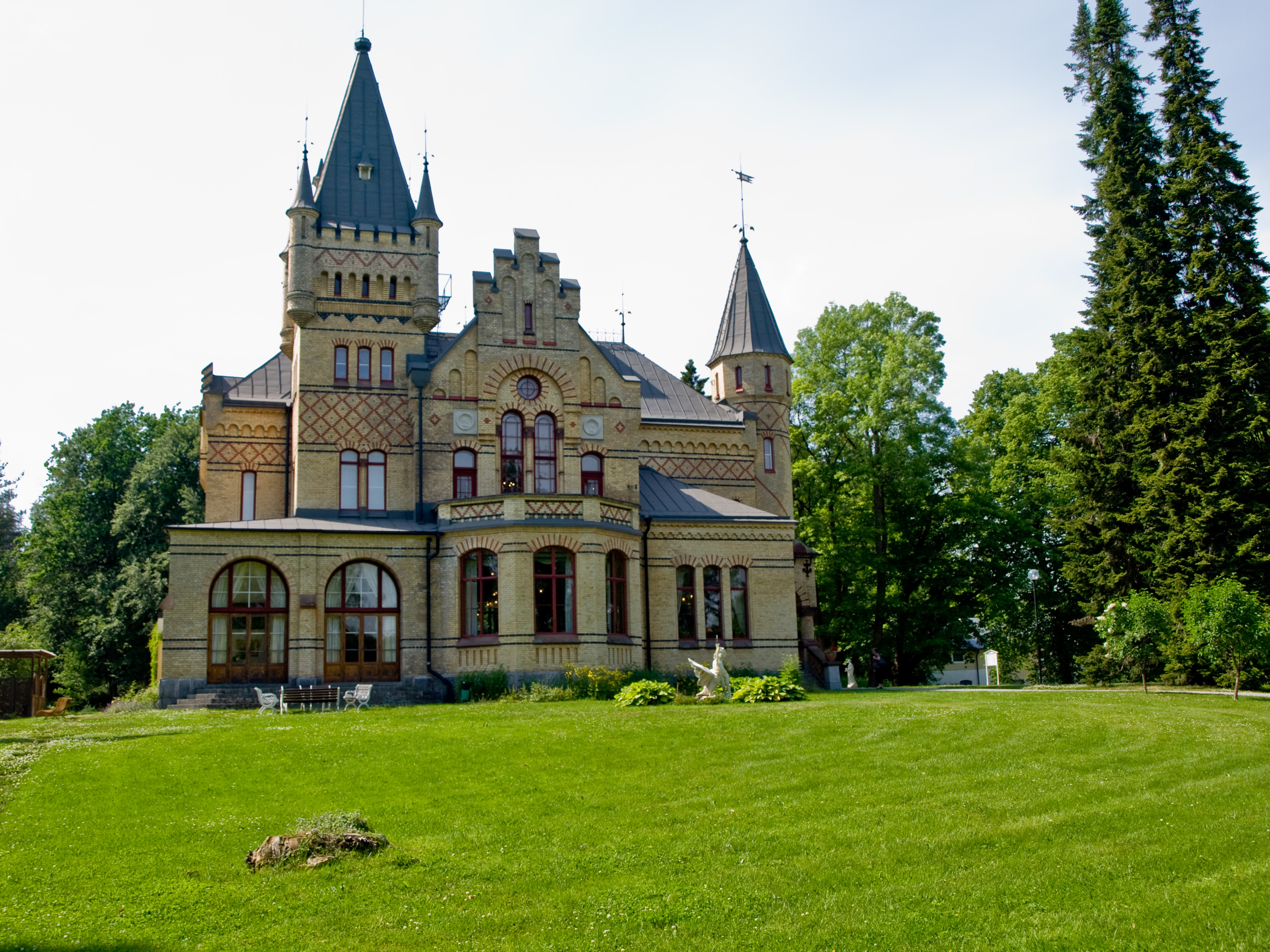
Вілла Мерлу в Тімро
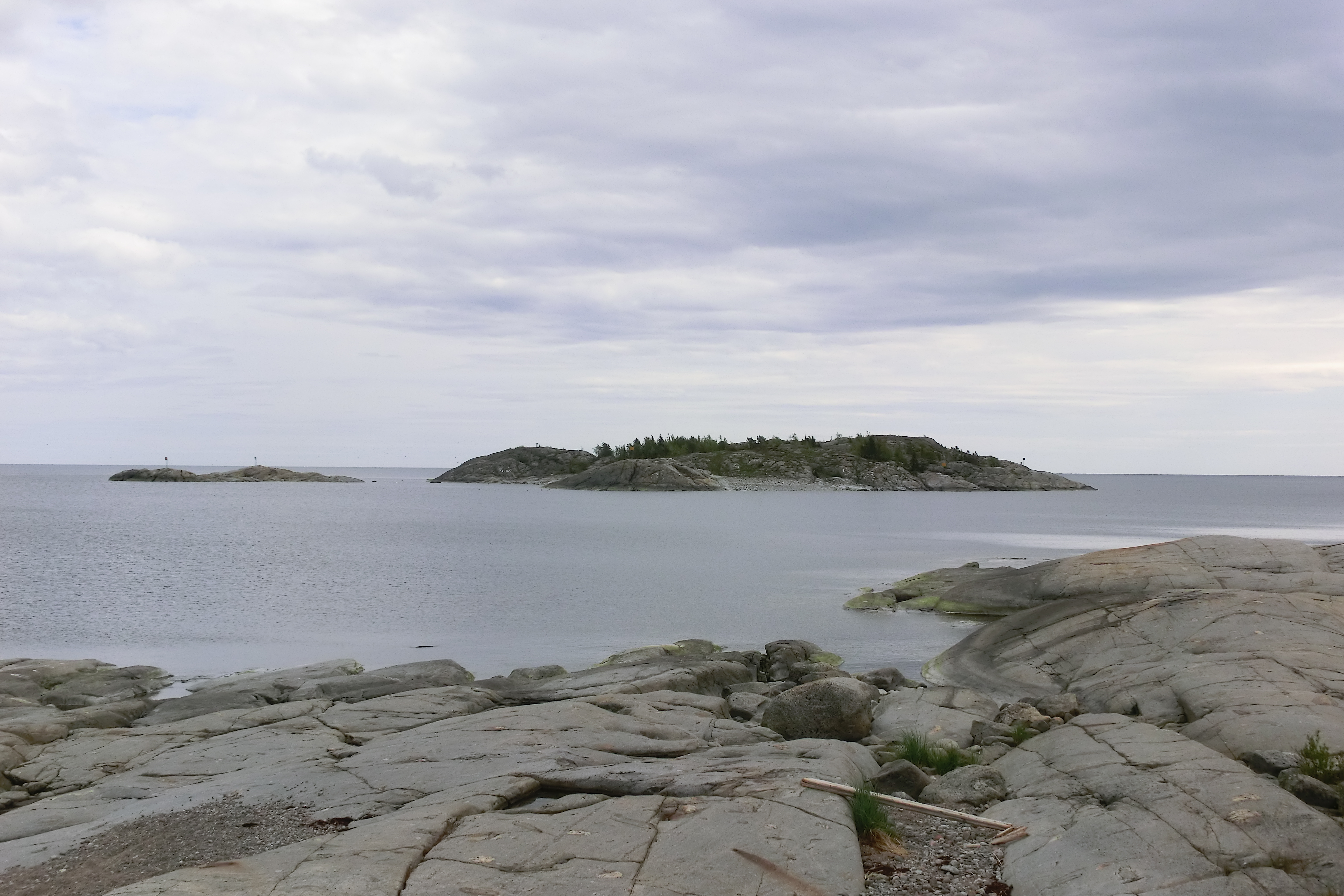
Природний заказник Остен

## Виноски
1. ↑  Andersson P. Sveriges kommunindelning 1863-1993 — Mjölby: Draking, 1993. — 132 с. — ISBN 978-91-87784-05-7
2. ↑  https://www.svt.se/nyheter/lokalt/vasternorrland/kenneth-westberg-lamnar-s-for-moderaterna
3. ↑  https://www.riksdagen.se/sv/ledamoter-och-partier/ledamot/jan-jennehag_2b1642bd-8b72-459e-ab05-2b0fc84e3963/
4. ↑  Folkmangd i riket, lan och kommuner (шв.) . Центральне бюро статистики Швеції. Архів оригіналу за 20 серпня 2013. Процитовано 30 січня 2013.